# Darren Star
Darren Star (1961) es un productor de televisión, productor de cine y libretista estadounidense, más conocido por el éxito de las series Beverly Hills, 90210, Melrose Place, Sex and the City, Desaparejado y actualmente Younger. Además de haber producido estas series, escribió personalmente diversos guiones y dirigió muchos episodios.
Star creció en Potomac (Maryland), y se licenció en la Winston Churchill High School.
Entre otros trabajos de Star encontramos la comedia Grosse Pointe, que está escrita por el propio Star como una sátira de 90210. Otros trabajos en televisión incluyen Central Park West (1995), The Street (2000) y Miss Match (2003).
Entre sus últimos trabajos con Darren Media se encuentra la serie Emily en París, disponible en la plataforma de streaming Netflix desde octubre de 2020, y con 4 temporadas ya emitidas.

## Vida personal
Star es abiertamente gay.